# لاسکر (کارولینای شمالی)
لاسکر (به انگلیسی: Lasker) شهری در ایالت کارولینای شمالی کشور ایالات متحده آمریکا است که جمعیت آن در سرشماری سال ۲۰۱۰ میلادی، ۱۲۲ نفر بوده‌است.